# Makallé
Makallé è una città dell'Argentina, situata nella provincia del Chaco.
Il suo nome deriva dall'Assedio di Macallè.